# Simgang-Gletscher
Der Simgang-Gletscher (oder Sim Gang) befindet sich im westlichen Karakorum im pakistanischen Sonderterritorium Gilgit-Baltistan.
Der Simgang-Gletscher ist ein 18 km langer Tributärgletscher des Biafogletschers. Der Simgang-Gletscher ist Teil eines ausgedehnten Gletschersystems in der Gebirgsgruppe Panmah Muztagh. Er strömt vom 5430 m hohen Gebirgspass Sim La in westlicher Richtung zum Biafogletscher. Der Gletscher wird von dem südöstlich gelegenen 7285 m hohen Berg Baintha Brakk (Ogre) flankiert.